# إسفغنون أخضر
إسفغنون أخضر (الاسم العلمي:Sphagnum viride) هو نوع من النباتات يتبع جنس الإسفغنون من الفصيلة الإسفغنونية.